# Išḫi-Addu
Išḫi-Addu (auch Iški-Adad) war König von Qatna. Er lebte zur Zeit von Šamši-Adad I., mit dem er enge Kontakte pflegte. Seine Tochter Bēltum verheiratete er mit Šamši-Adads Sohn Jasmaḫ-Addu.